# Мисава, Мицухару
Мицуха́ру Миса́ва (яп. 三沢 光晴, 18 июня 1962, Юбари, Хоккайдо — 13 июня 2009, Хиросима) — японский борец, рестлер и рестлинг-промоутер. В первую очередь он известен по работе в All Japan Pro Wrestling (AJPW), а также по созданию промоушена Pro Wrestling Noah в 2000 году.
В начале 1990-х годов Мисава приобрел известность вместе с Тосиаки Кавадой, Кэнта Кобаси и Акирой Тауэ, вместе они получили прозвище «Четыре небесных царя». Их поединки развили стиль пурорэсу ōdō (рус. «Королевская дорога») и получили значительное признание критиков. По словам Кавады, матчи ōdō были направлены на «преодоление предела, который ты установил в прошлом». Несмотря на то, что в 1990-х годах Мисава никогда не работал в США, он оказал значительное стилистическое влияние на американский независимый рестлинг, благодаря популярности его работ, распространявшихся на видеокассетах. Мисава широко считается величайшим рестлером всех времен. Однако физический урон и последствия от стиля рестлинга, в котором он работал, сделали его наследие противоречивым.
Дебютировав в 1981 году, Мисава в 1984 году стал вторым воплощением Маски Тигра, под которой он выступал до конца десятилетия. После ухода Гэнъитиро Тэнрю, Мисава снял маску в середине матча в мае 1990 года и начал соперничество с асом компании Джамбо Цурутой. Победа Мисавы над Цурутой 8 июня 1990 года привела к тому, что AJPW распродавала билеты на все мероприятия в Токио до начала 1996 года, а когда Цурута отошел от главных событий из-за гепатита, Мисава закрепился в качестве аса AJPW, когда в августе 1992 года выиграл у Стэна Хэнсена титул чемпиона Тройной короны в тяжёлом весе и удерживал его дольше всех в истории компании. Мисава оставался на вершине компании на протяжении 1990-х годов, а после смерти президента Гиганта Бабы в 1999 году Мисава унаследовал его пост, но конфликты с вдовой и мажоритарным акционером Мотоко Бабой привели к его смещению в мае 2000 года. После этого Мисава возглавил массовый исход талантов из промоушена в Noah. Noah был успешен в первой половине десятилетия. 13 июня 2009 года во время матча в Хиросиме с Го Сиозаки против Акитоси Сайто и Бисона Смита Мисава умер после суплекса от Сайто.
Мисава был восьмикратным чемпионом мира, пять раз выиграв титул чемпиона Тройной короны в тяжёлом весе и три раза титул чемпиона мира в тяжелом весе GHC (который он был первым обладателем). Мисава трижды (1995, 1997 и 1999) был назван «Рестлером года» по версии Wrestling Observer Newsletter, и ему принадлежит рекорд по количеству пятизвездочных матчей — 24. Он также является одним из одиннадцати рестлеров, получивших от издания шестизвездочный рейтинг за матч с Кавадой 3 июня 1994 года, который был назван одним из величайших матчей в рестлинге всех времен.

## Смерть
13 июня 2009 года Мисава в команде с Сиодзаки выступил против командных чемпионов GHC Сайто и Смита в матче за титул. Матч должен был продлиться 37 минут, но примерно за десять минут до запланированного окончания Мисава получил обратный суплекс от Сайто. Мисава был без движения, и рефери Сюити Нисинага остановил матч. Присутствующий врач попытался сделать искусственное дыхание, но безуспешно, и тело Мисавы побледнело, пока медики пытались оживить его с помощью дефибриллятора. Мисава был доставлен в больницу университета Хиросимы, где его объявили мертвым в 10:10 вечера по восточному времени, в возрасте 46 лет. Хотя семья Мисавы ссылалась на японский закон, согласно которому полиция не должна публично разглашать причину смерти, в официальном полицейском отчете предполагалось, что причиной смерти была травма шейного отдела позвоночника. Травма была определена и описана Мельтцером как перелом первого и второго шейных позвонков.

## Титулы
- All Japan Pro Wrestling
  - Всеазиатский командный чемпион (2 раза) — с Кэнта Кобаси (1) и Ёсинари Огава (1)[14]
  - Чемпион Тройной короны в тяжёлом весе (5 раз)[15]
  - Командный чемпион мира (6 раз) — с Тосиаки Кавада (2), Кэнта Кобаси (2), Дзюн Акияма (1) и Ёсинари Огава (1)[16]
  - Интернациональный чемпион NWA в полутяжёлом весе (1 раз)[17]
  - Командный чемпион мира PWF (1 раз) — с Джамбо Цурутой[18]
  - Карнавал чемпионов (1995, 1998)[19]
  - Лига сильнейших команд мира (1992, 1993, 1994, 1995) — с Тосиаки Кавада (1992), с Кэнта Кобаси (1993—1995)[20]
- Pro Wrestling Noah
  - Чемпион GHC в тяжёлом весе (3 раза)[21]
  - Командный чемпион GHC (2 раза) — с Ёсинари Огава[22]
  - Глобальная командная лига (2009) — с Го Сиодзаки[23]